# هيئة دعم المقاومة الإسلامية في لبنان
هيئة دعم المقاومة الإسلامية في لبنان (بالإنجليزية: Islamic Resistance Support Organization)‏
هي الصندوق الخيري الذي يفترض أنه يمول نشاطات حزب الله ولدفع ثمن الخدمات المعروضة في لبنان.
يقال أن حزب اللهُ يستعمل هذه الهيئة لجمع التبرعات لمساندة نشاطاته العسكرية. بشكل محدّد، تذيع الهيئة الإعلانات على محطة تلفزيون المنارِ التابعة لحزب الله مساندة للصندوق الخيري .

## نشاطات الهيئة
أوراق الإعلانات تزخر ببرامج عرض منوّعة للاختيار من:
- التبرّعات الشهرية
- التبرّعات إلى الأطفال وعوائل الشهداء
- صندوق دعم الجهاد الفلسطيني.
- دعم برنامج المقاتلين.
- التبرّع لتمويل كلفة الصواريخ.
- التبرع بكلفة الذخيرة.
- تبرعات متنوعة لحاجات المقاتلين الأساسية.